# Handroanthus billbergii
Handroanthus billbergii là một loài thực vật có hoa trong họ Chùm ớt. Loài này được (Bureau & K.Schum.) S.O.Grose mô tả khoa học đầu tiên năm 2007.